# انس الزبون
انس الزبون (انگلیسی: Anas Al-Zboun؛ زادهٔ ۵ آوریل ۱۹۷۹) بازیکن فوتبال اهل اردن بود.
از باشگاه‌هایی که در آن بازی کرده‌است می‌توان به اشاره کرد.
وی همچنین در تیم ملی فوتبال اردن بازی کرده‌است.